# Hecullus balli
Hecullus balli är en insektsart som beskrevs av Beamer 1937. Hecullus balli ingår i släktet Hecullus och familjen dvärgstritar. Inga underarter finns listade i Catalogue of Life.